# Aechmea decurva
Espèce
Classification phylogénétique
Aechmea decurva est une espèce de plantes à fleurs de la famille des Bromeliaceae, endémique de la Jamaïque.